# Catedral de Sens
La catedral de Sens (en francés: Cathédrale Saint-Étienne-de-Sens) es una catedral católica situada en la ciudad de Sens, en Borgoña-Franco Condado, en la zona este de Francia. Es uno de los primeros templos góticos de este país.

## Construcción

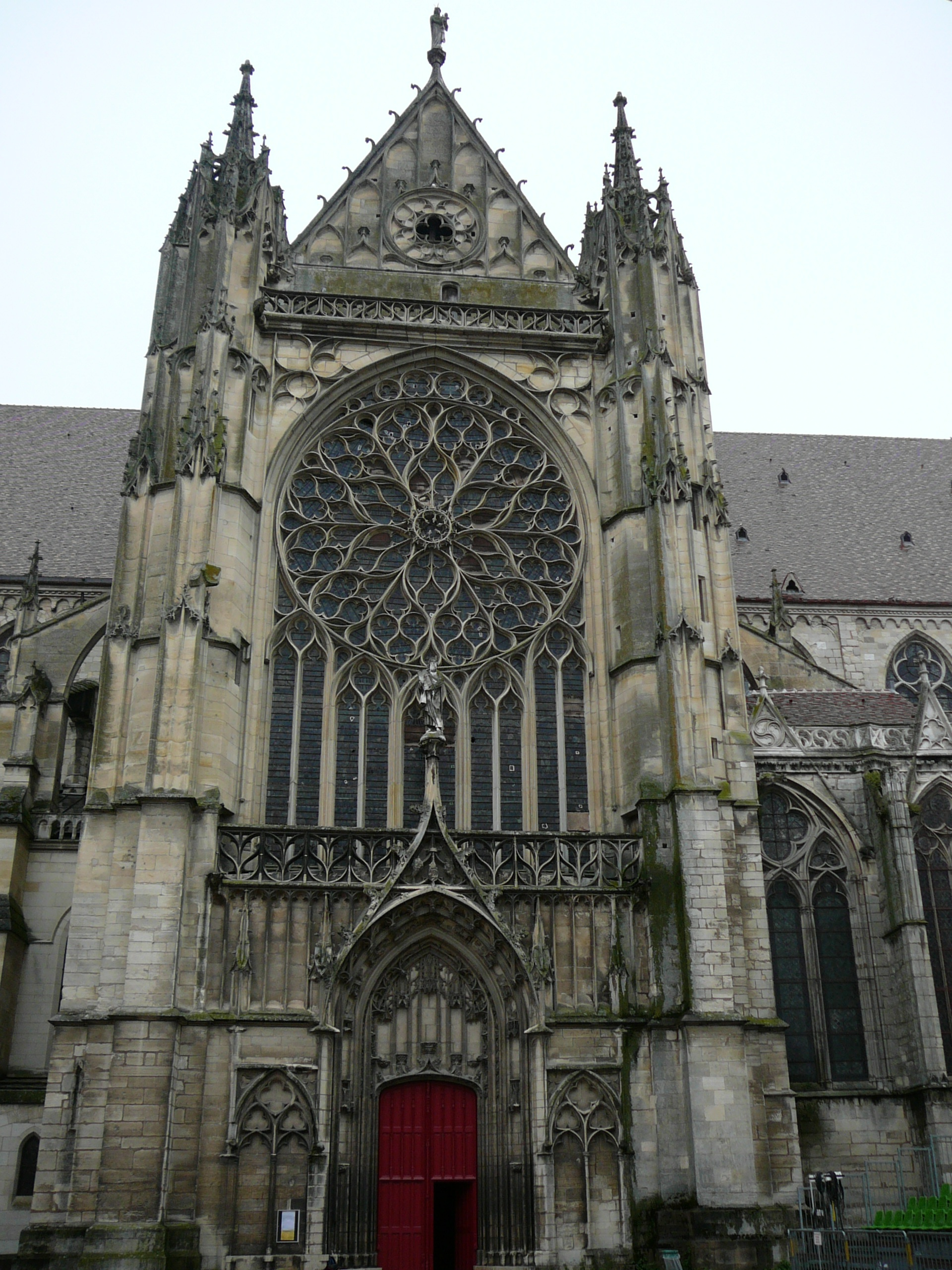
Portada del transepto sur de la catedral.

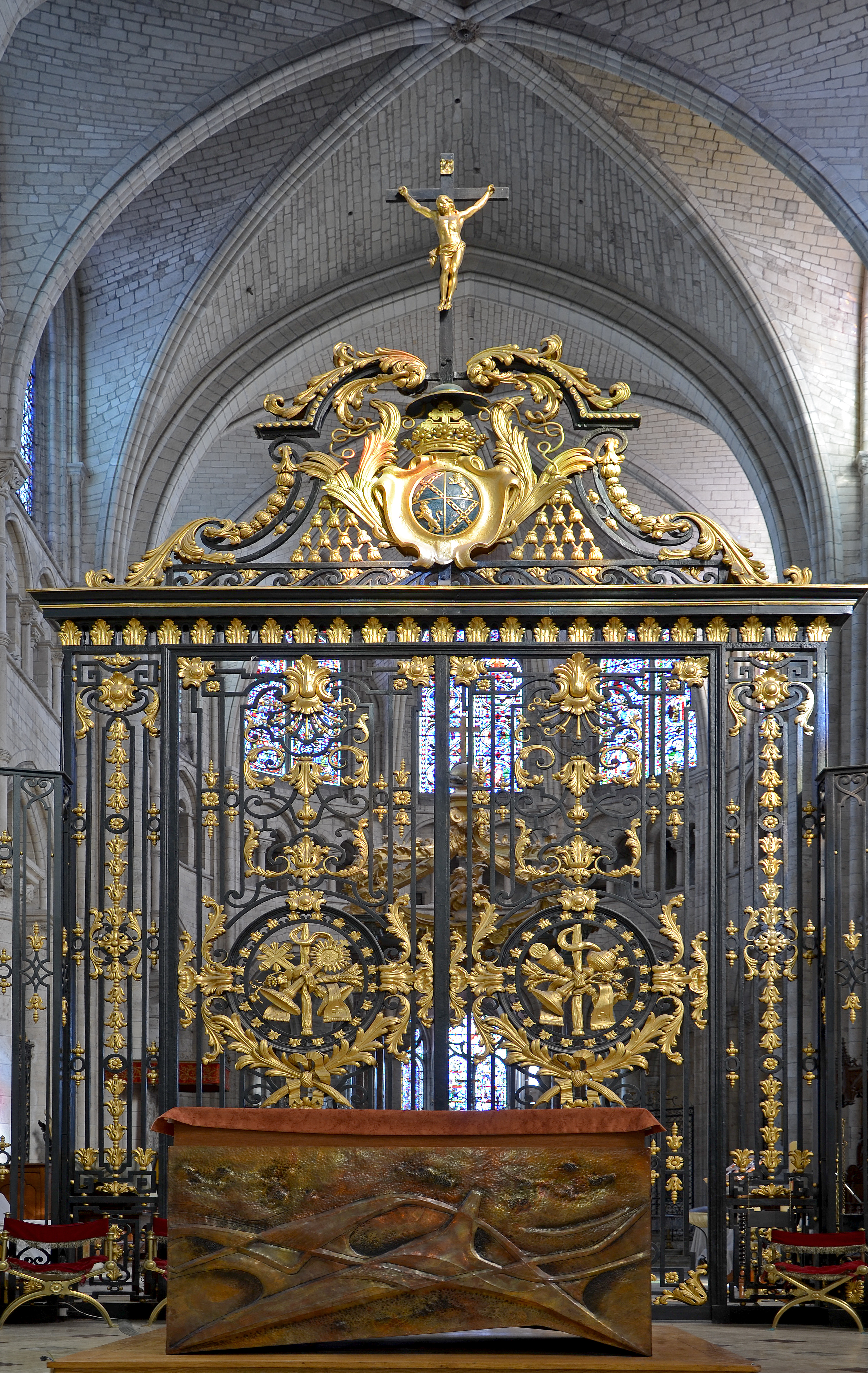
Vista del coro de la primate con su hermosa puerta de hierro forjado, obra de William Dore.

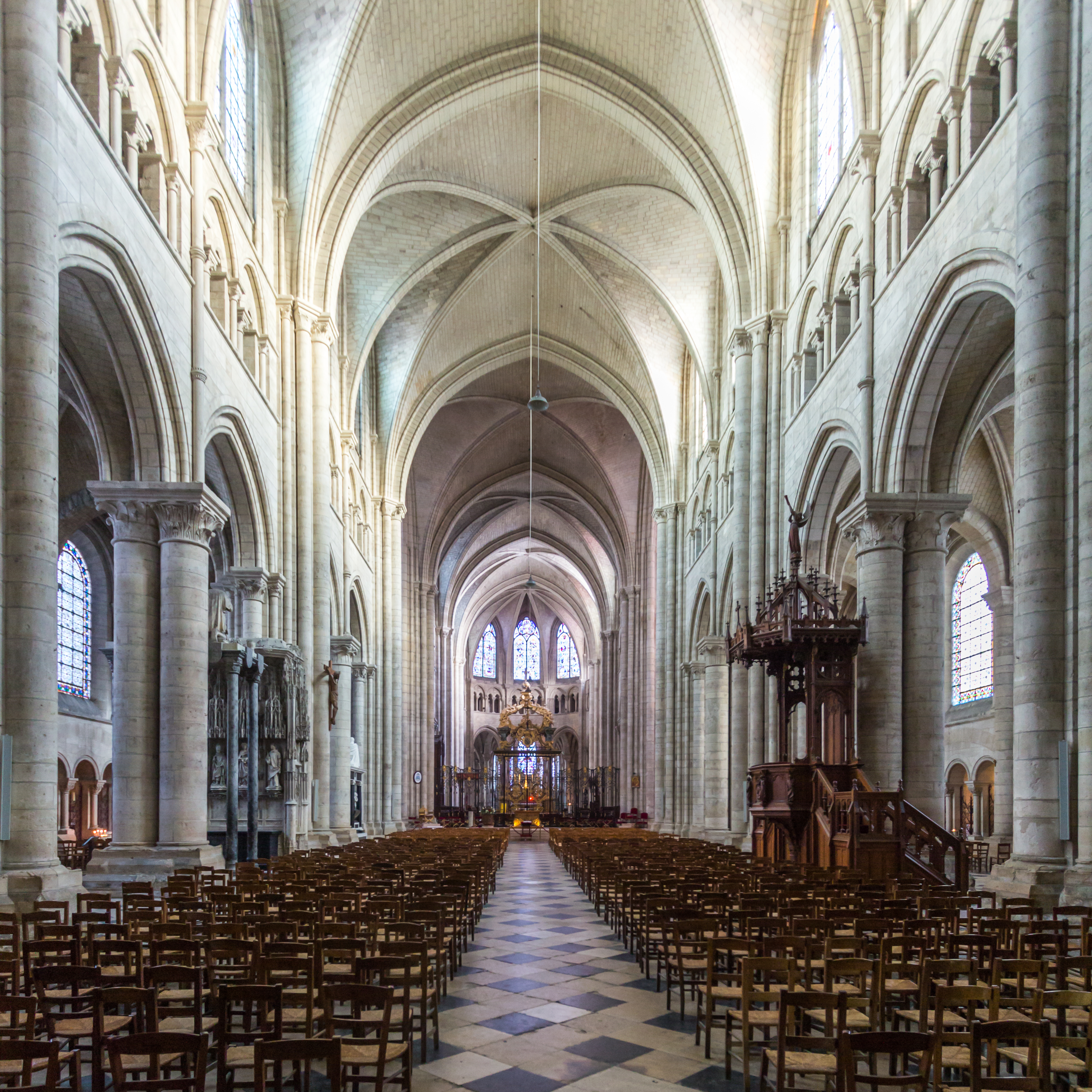
La nave central se distingue claramente, la derecha y la izquierda alterna entre pilares fuertes y pequeñas columnas. La bóveda es sexpartita.

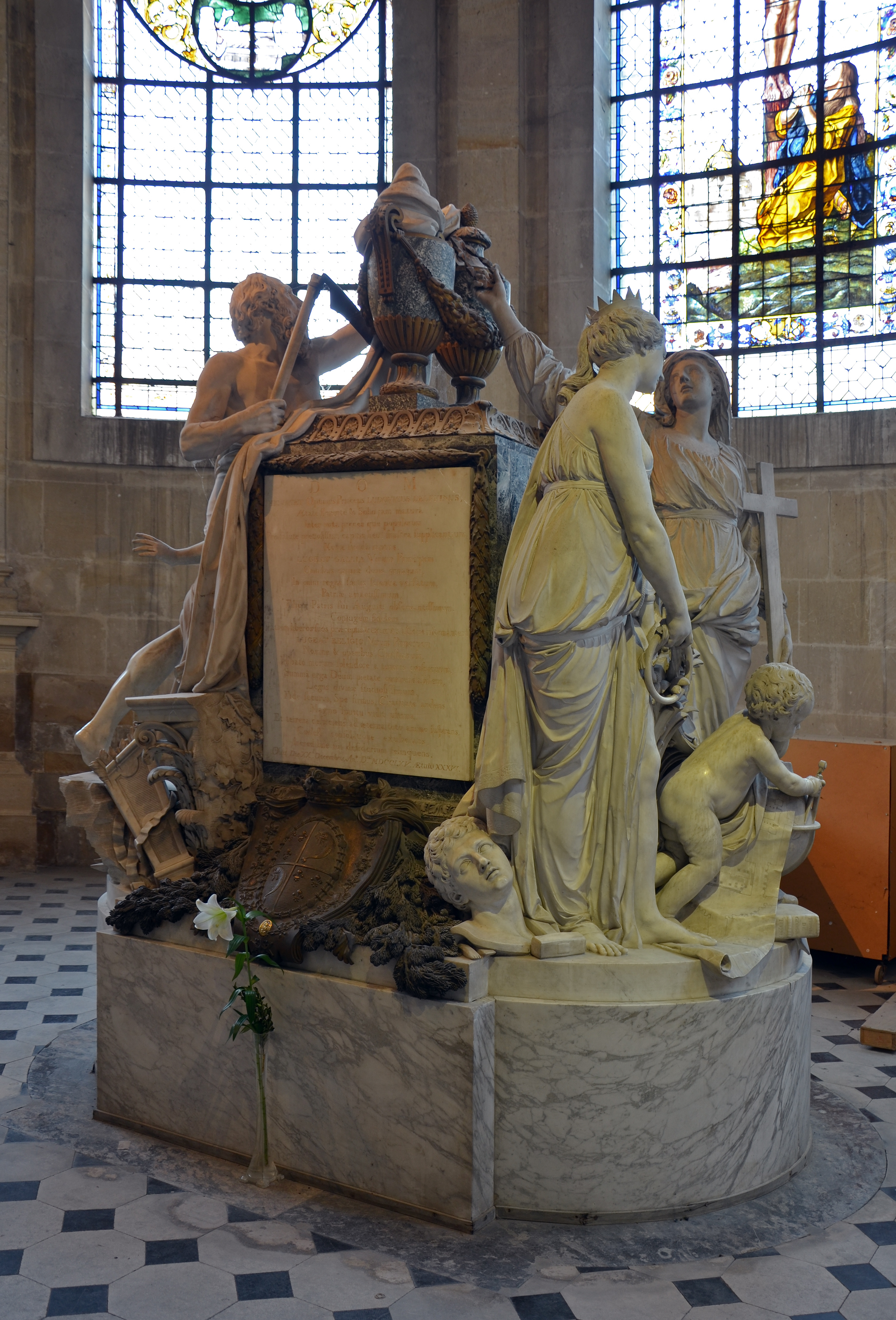
Cenotafio del Gran Delfín, por Guillaume Coustou.

Su construcción se inició en el año 1140, bajo el auspicio del arzobispo Henri Sanglier (1122-1142), las obras continuaron con su sucesor Hugues de Toucy (1142-1168) y pertenecen principalmente al siglo XII, aunque no fue completado hasta principios del siglo XVI. El edificio sufrió importantes modificaciones a causa del derrumbamiento de la torre occidental sur producido el día 5 de abril de 1268, que supuso el hundimiento parcial de tres tramos del lado meridional.

## Descripción del templo
El edificio se caracteriza más por su solidez que por la belleza de sus proporciones o la riqueza de su ornamentación. La fachada oeste se encuentra dividida en tres portales, en la central destacan las esculturas, que representan la parábola de las diez vírgenes y la historia de San Esteban. El portal derecho contiene veintidós estatuillas que representan a los profetas. Por encima de este portal se levanta una torre de piedra, decorada con los escudos de armas y las estatuas de los principales benefactores del templo, culminada por un campanario. Se conservan dos campanas medievales, La Savinienne y la Potentienne cuyo peso es de 15,3 toneladas y 13,8 toneladas respectivamente. El portal de la izquierda está decorado con dos bajorrelieves, que representan la liberalidad y la avaricia, así como con la historia de San Juan el Bautista.
Esta catedral constituye, junto con la abadía de San Denis, uno de los primeros edificios de configuración gótica. La construcción comenzó en 1130 y 10 años después quedó desarrollada la cabecera, terminando la construcción en 1164. Encontramos un aligeramiento general de la estructura y gran cantidad de apoyos exentos del edificio. Esta construcción está documentada por las crónicas del arzobispo Saglier que promovió su levantamiento. Las ventanas altas de la nave y el coro sufrieron una transformación que cambia el aspecto de algunas partes altas.
El portal del lado norte de la catedral es uno de los mejores ejemplos de la escultura francesa del siglo XVI, mientras que el lado sur está coronado por magníficas vidrieras, de las que se conservan algunas originales, como la que representan la leyenda de Thomas Becket de Canterbury. Entre la ornamentación interior destaca la tumba de Luis, Delfín de Francia (hijo del rey Luis XV) y su esposa, Marie-Josèphe de Sajonia, una de las obras de Guillaume Coustou (hijo), y bajorrelieves que representan escenas de la vida del cardenal Antoine Duprat, canciller de Francia y arzobispo de Sens entre 1525 y 1535. El mausoleo de la que proceden fue destruido en La Revolución Francesa.
La planta es distinta, tiende a unificar el interior, en vez de un crucero tiene una serie de capillas que no se interrumpen y se desarrollan longitudinalmente y dan acceso al coro. Los soportes se articulan de forma alternante con pilares con columnas adosadas que organizan tramos rectangulares que a su vez reciben las bóvedas sexpartitas con nervios. En las partes bajas hay dobles arcos que organizan los tramos, una tribuna y por encima un cuerpo de luces. La bóveda tiene un origen normando y presenta la misma configuración que Morenval. La nave central tiene 15 metros. Esta nueva articulación va en beneficio de la luz. En la girola las bóvedas de crucería se adaptan a los tramos cuadrados.
El tesoro de la catedral, uno de los más ricos y más antiguo de Francia, contiene un fragmento de la Vera Cruz presentada por Carlomagno, y de las vestiduras de Thomas Becket. En esta catedral contrajo matrimonio en 1234, el rey Luis IX de Francia (San Luis de Francia) con Margarita de Provenza.